# 似指副獅子魚
似指副獅子鱼，为輻鰭魚綱鮋形目杜父魚亞目狮子鱼科的其中一種。分布於西北太平洋區的鄂霍次克海海域，屬深海底棲性魚類，棲息在水深525公尺的海域，生活習性不明。